# Liste der Kulturgüter in Delsberg
Die Liste der Kulturgüter in Delsberg enthält alle Objekte in der Schweizer Gemeinde Delsberg (Delémont) im Kanton Jura, die gemäss der Haager Konvention zum Schutz von Kulturgut bei bewaffneten Konflikten, dem Bundesgesetz vom 20. Juni 2014 über den Schutz der Kulturgüter bei bewaffneten Konflikten sowie der Verordnung vom 29. Oktober 2014 über den Schutz der Kulturgüter bei bewaffneten Konflikten unter Schutz stehen.
Objekte der Kategorien A und B sind vollständig in der Liste enthalten, Objekte der Kategorie C fehlen zurzeit (Stand: 1. Januar 2023).

## Kulturgüter
| Foto | | Objekt | Kat. | Typ | Standort                                                | Beschreibung                                          |
| ---- | --- | --- | ---- | --- | ------------------------------------------------------- | ----------------------------------------------------- |
| ja   | Datei hochladen · Wikidata zu Chapelle du Vorbourg (Q1062712)                                          | Chapelle du Vorbourg mit Votivgabe und Sainte-Anne-Turm / Chapelle du Vorbourg avec ex-voto et Tour Sainte-Anne KGS-Nr.: 03508 | A    | G   | Route du Vorbourg 188 593921 / 247641                   |                                                       |
| ja   | Datei hochladen · Wikidata zu Fürstbischöfliches Schloss (Q686528)                                     | Fürstbischöfliches Schloss / Château des princes-évêques KGS-Nr.: 03509                                                        | A    | G   | Rue du 23-Juin 21–25 592761 / 245901                    |                                                       |
| ja   | Datei hochladen · Wikidata zu Kirche Saint-Marcel (Q29521806)                                          | Kirche Saint-Marcel / Église Saint-Marcel KGS-Nr.: 03510                                                                       | A    | G   | Place de l’Église 3 592828 / 245966                     |                                                       |
| ja   | Datei hochladen · Wikidata zu Jurassisches Kunsthistorisches Museum (Gebäude; Tour Rouge) (Q110628605) | Jurassisches Kunsthistorisches Museum (Roter Turm) / Musée jurassien d’art et d’histoire (Tour Rouge) KGS-Nr.: 03511           | A    | G   | Rue de 23-Juin 52 592697 / 245954                       |                                                       |
| ja   | Datei hochladen · Wikidata zu Lokschuppen und Remisen Delémont (Q8981972)                              | Lokschuppen und Remisen / Rotonde pour locomotives et remises KGS-Nr.: 03527                                                   | A    | G   | Place des Voies CFF 71 594012 / 245846                  | Auch als Rotonde de Delémont oder La rotonde bekannt. |
| ja   | Datei hochladen · Wikidata zu Jurassisches Kunsthistorisches Museum (Sammlung) (Q3330626)              | Jurassisches Kunsthistorisches Museum / Musée jurassien d’art et d’histoire KGS-Nr.: 08685                                     | A    | S   | Rue de 23-Juin 52 592702 / 245946                       |                                                       |
| ja   | Datei hochladen · Wikidata zu Friedhofskapelle Saint-Michel (Q29785377)                                | Friedhofskapelle Saint-Michel / Chapelle Saint-Michel du cimetière KGS-Nr.: 03513                                              | B    | G   | Rue Saint-Michel 4 592720 / 246288                      |                                                       |
| ja   | Datei hochladen · Wikidata zu Schloss Domont (Q29785380)                                               | Schloss Domont / Château de Domont KGS-Nr.: 03514                                                                              | B    | G   | Le Domont 3 590323 / 246435                             |                                                       |
| ja   | Datei hochladen · Wikidata zu Wildmann-Brunnen (Q29785387)                                             | Wildmannbrunnen / Fontaine du Sauvage KGS-Nr.: 03515                                                                           | B    | K   | Rue du 23-Juin 592711 / 245974                          |                                                       |
| ja   | Datei hochladen · Wikidata zu Jungfraubrunnen (Q29785382)                                              | Jungfraubrunnen / Fontaine de la Vierge KGS-Nr.: 03516                                                                         | B    | K   | Place de la Liberté 592834 / 246043                     |                                                       |
| ja   | Datei hochladen · Wikidata zu Mauritiusbrunnen (Q14529424)                                             | Mauritiusbrunnen / Fontaine Saint-Maurice KGS-Nr.: 03517                                                                       | B    | K   | Rue du 23-Juin 592767 / 246011                          |                                                       |
| ja   | Datei hochladen · Wikidata zu Bahnhof Delsberg (Q1098098)                                              | Bahnhof / Gare KGS-Nr.: 03518                                                                                                  | B    | G   | Place de la Gare 11 593311 / 245696                     |                                                       |
| ja   | Datei hochladen · Wikidata zu Altersheim (ehemaliges Ursulinenkloster) (Q29785392)                     | Altersheim (ehemaliges Ursulinenkloster) / Hospice des vieillards (ancien couvent des Ursulines) KGS-Nr.: 03519                | B    | G   | Rue de l’Hôpital 52 592678 / 246078                     |                                                       |
| ja   | Datei hochladen · Wikidata zu Rathaus (Q29785394)                                                      | Rathaus / Hôtel de ville KGS-Nr.: 03520                                                                                        | B    | G   | Place de la Liberté 1 592849 / 246040                   |                                                       |
| ja   | Datei hochladen · Wikidata zu Haus de Grandvillers (Q29785399)                                         | Maison de Grandvillers KGS-Nr.: 03521                                                                                          | B    | G   | Rue de la Préfecture 12 592839 / 246148                 |                                                       |
| ja   | Datei hochladen · Wikidata zu Haus Wicka I (Q29785403)                                                 | Maison Wicka I KGS-Nr.: 03522                                                                                                  | B    | G   | Rue de la Constituante 7 592683 / 246021                |                                                       |
| ja   | Datei hochladen · Wikidata zu Parlaments- und Regierungssitz (Q29785396)                               | Parlaments- und Regierungsgebäude / Hôtel du Parlement et du Gouvernement KGS-Nr.: 03523                                       | B    | G   | Rue de l’Hôpital 2 592851 / 246220                      |                                                       |
| ja   | Datei hochladen · Wikidata zu Maltière-Brücke (Q29785406)                                              | Maltière-Brücke / Pont de la Maltière KGS-Nr.: 03524                                                                           | B    | G   | Rue de la Maltière 593102 / 245816                      |                                                       |
| ja   | Datei hochladen · Wikidata zu Porte de Porrentruy (Q14529412)                                          | Pruntruter Tor / Porte de Porrentruy KGS-Nr.: 03525                                                                            | B    | G   | Rue du 23-Juin 592699 / 245950                          |                                                       |
| ja   | Datei hochladen · Wikidata zu Porte-au-Loup (Q29785409)                                                | Porte-au-Loup KGS-Nr.: 03526                                                                                                   | B    | G   | Rue de Chêtre 5 592799 / 246210                         |                                                       |
| ja   | Datei hochladen · Wikidata zu Ruine der Vorbourg (Q2971852)                                            | Mittelalterliche Ruine der Vorbourg / Ruines médiévales du château de Vorbourg KGS-Nr.: 03528                                  | B    | G   | Route du Vorbourg 593763 / 247676                       |                                                       |
| ja   | Datei hochladen · Wikidata zu Synagoge Delsberg (Q9349729)                                             | Synagoge KGS-Nr.: 03529 | B    | G   | Route de Porrentruy 3 592684 / 245882                   |                                                       |
| ja   | Datei hochladen · Wikidata zu Courtine-Turm und Stadtmauern (Q29785411)                                | Courtine-Turm und Stadtmauer / Tour de la Courtine et remparts KGS-Nr.: 03530                                                  | B    | G   | Place de la Foire 13 592867 / 246239                    |                                                       |
| ja   | Datei hochladen · Wikidata zu Usines des Rondez, Gebäude des 19. Jahrhunderts (Q1820566)               | Usines des Rondez, Gebäude des 19. Jahrhunderts / Usines des Rondez, bâtiments du 19e siècle KGS-Nr.: 03531                    | B    | G   | Les Rondez 594149 / 246080                              |                                                       |
| ja   | Datei hochladen · Wikidata zu Novion Haus (Q29785400)                                                  | Maison Nouvion KGS-Nr.: 10847                                                                                                  | B    | G   | Rue du 23-Juin 4 592916 / 246130                        |                                                       |
| ja   | Datei hochladen · Wikidata zu Montcroix, Kapuzinerkloster und Kirche (Q29785405)                       | Montcroix, Kapuzinerkloster und Kirche / Montcroix, couvent et église KGS-Nr.: 10848                                           | B    | G   | Route du Vorbourg 16 593032 / 246354                    |                                                       |
| ja   | Datei hochladen · Wikidata zu Löwenbrunnen (Q29785385)                                                 | Löwenbrunnen / Fontaine du Lion KGS-Nr.: 10849                                                                                 | B    | K   | Rue de l’Hôpital / Rue de la Préfecture 592821 / 246172 |                                                       |
| ja   | Datei hochladen · Wikidata zu Kugelbrunnen (Q29785381)                                                 | Kugelbrunnen / Fontaine de la Boule KGS-Nr.: 10850                                                                             | B    | K   | Rue de l’Hôpital / Rue de Fer 592749 / 246118           |                                                       |
| BW   | Datei hochladen · Wikidata zu Garten der Villa «Le Vatican» (Q29785398)                                | Garten der Villa «Le Vatican» / Jardin de la villa «Le Vatican» KGS-Nr.: 10861                                                 | B    | G   | Chemin du Châlet 2 593235 / 246181                      |                                                       |
| BW   | Datei hochladen · Wikidata zu Le Béridier, befestigte Stätte aus dem Mittelalter (Q110632176)          | Le Béridier, mittelalterliche Festungsanlage / Le Béridier, site fortifié médival KGS-Nr.: 16868                               | B    | F   | 592901 / 247701                                         |                                                       |